# Myiopagis cotta
El fiofío jamaicano o bobito amarillo (Myiopagis cotta) es una especie de ave paseriforme de la familia Tyrannidae perteneciente al género Myiopagis. Es endémica de Jamaica.

## Distribución y hábitat
Se encuentra únicamente en la isla de Jamaica donde es poco común pero ampliamente diseminada en una variedad de hábitats naturales, que incluyen bosques abiertos, bordes de bosque, crecimientos secundarios, matorrales, plantaciones de café sombreadas y bosques secos; en altitudes desde el nivel del  mar hasta montañas de 2000 m. Es más frecuente en bosques húmedos en altitudes medias.

## Sistemática

### Descripción original
La especie M. cotta fue descrita por primera vez por el ornitólogo británico Philip Henry Gosse en 1849 bajo el nombre científico Elania cotta; su localidad tipo es: «Cotta wood, St. Elizabeth, Jamaica».

### Etimología
El nombre genérico femenino «Myiopagis» se compone de las palabras del griego «muia, muias» que significa ‘mosca’, y «pagis» que significa ‘atrapar’; y el nombre de la especie «cotta», se refiere al bosque Cotta, su localidad tipo..

### Taxonomía
Es pariente próxima de Myiopagis viridicata y algunas veces fueron consideradas conespecíficas. Es monotípica.